# 耆齡 (伊爾根覺羅氏)
耆齡（1870年8月31日—1931年5月3日），伊爾根覺羅氏，满洲正紅旗人，字壽民，號無悶居士，室名見山樓、居易堂、濩齋。晚清官员。父江寧將軍誠勳。

## 生平
監生出身，光緒卅二年，任商部右參議、農右參議，改左參議；旋遷農右丞；光緒卅三年，改左丞。光緒卅四年，遷閣學。 曾任農工商部左丞（ ？-光緒34年），內閣學士（光緒34年-宣統元年）兼禮部侍郎銜，署農工商部左侍郎（光緒34年），直隸馬蘭鎮總兵（宣統元年）。入民國後，曾任總管內務府大臣、正藍旗漢軍副都統。民國十七年參與重殓被盜發之乾隆清裕陵、慈禧菩陀峪定东陵。宣統二十三年（1931年）卒，諡“勤恪”。

## 家庭
- 曾祖清恪公愛仁 (道光舉人)，道光十一年（1831年）辛卯恩科繙譯舉人、工部与兵部尚书。
- 祖父伊爾根覺羅氏。
- 父江寧將軍、广州将军誠勳。
- 胞兄增齡。妻劉氏（父镶白旗汉军、历任西安、荆州与广州将军凤山 (清朝人物)）。
- 原配妻佟佳氏；继妻瓜爾佳氏，即溥儀生母瓜爾佳幼蘭之堂姐妹，榮祿之侄女。故儿惠孝同實際上是溥儀、溥傑之表兄弟。
- 子惠孝同（又惠均），民国时期画家。妻唐梅，即镶红旗满洲他他拉氏薩郎阿和李氏之玄孫女，陕甘总督他他拉裕泰和瓜爾佳氏之曾孫女，他他拉長敘和趙氏之孫女，他他拉志錡之女，珍妃侄女。唐梅胞姊他他拉氏唐石霞（唐怡瑩），系愛新覺羅溥傑前妻。
- 孫惠伊深。